# Diadocidia setistylus
Diadocidia setistylus är en tvåvingeart som beskrevs av Papp 2003. Diadocidia setistylus ingår i släktet Diadocidia och familjen slemrörsmyggor.
Artens utbredningsområde är Ungern. Inga underarter finns listade i Catalogue of Life.